# هيونغ لان
هيونغ لان (بالفيتنامية: Hương Lan)‏ هي مغنية فيتنامية، ولدت في 10 أكتوبر 1956 في مدينة هي تشي منه في فيتنام.

## وصلات خارجية
- هيونغ لان على موقع ميوزك برينز (الإنجليزية)
- هيونغ لان على موقع ديسكوغز (الإنجليزية)